# Lodewijk I van Anhalt-Köthen
Lodewijk I van Anhalt-Köthen (Dessau, 17 juni 1579 - Köthen, 7 januari 1650) was van 1586 tot 1603 vorst van Anhalt en van 1603 tot aan zijn dood vorst van Anhalt-Köthen. Hij behoorde tot het huis Ascaniërs.

## Levensloop
Lodewijk was een zoon van vorst Joachim Ernst van Anhalt en diens tweede echtgenote Eleonora van Württemberg, dochter van hertog Christoffel van Württemberg. Na de dood van zijn vader in 1586 erfde hij het vorstendom Anhalt, samen met zijn twee halfbroers Johan George I en Christiaan I en zijn vijf broers Bernhard, August, Rudolf en Johan Ernst. Lodewijk was de jongste zoon van Joachim Ernst die zijn kindertijd overleefde en hij werd in Dessau opgevoed aan het hof van zijn oudste halfbroer en voogd George I.
Van 1596 tot 1597 maakte Lodewijk een grand tour in Europa door naar Frankrijk, Engeland en de Republiek der Zeven Verenigde Nederlanden te reizen. Begin 1598 verbleef hij in Zwitserland en vervolgens reisde hij tot in 1602 door Oostenrijk, Hongarije en Italië. Tijdens een verblijf in Florence werd Lodewijk als eerste Duitse lid toegelaten tot de Accademia della Crusca.
Na zijn terugkeer in Duitsland in 1603 kwamen Lodewijk en zijn nog levende broers overeen om het vorstendom Anhalt officieel te verdelen. Lodewijk kreeg het vorstendom Anhalt-Köthen en ging resideren in de stad Köthen.
Op militair en politiek vlak voerde Lodewijk een terughoudend beleid, hij koos er liever voor om de landbouw op energieke wijze te promoten. In Köthen bouwde hij een nieuw slot in Italiaanse stijl en op zijn hof liet hij de Italiaanse etiquette toepassen. Met zijn financiële steun werd er in 1619 een belangrijk onderwijsinitiatief gelanceerd in Köthen, onder het toeziend oog van de onderwijshervormer Wolfgang Ratke. Problemen met de lokale geestelijkheid zorgden ervoor dat Ratke acht maanden in gevangenschap zat, waardoor het project van Lodewijk incompleet bleef.
Bij de begrafenis van zijn zus Dorothea Maria op 20 augustus 1617, die hertogin van Saksen-Weimar was, stelde seneschalk Kaspar von Teutleben aan Lodewijk voor om een vereniging op te richten naar het voorbeeld van de Italiaanse Accademia della Crusca. Dit leidde tot de oprichting van het Vruchtdragende Gezelschap, waarvan Lodewijk tot aan zijn dood in 1650 de eerste voorzitter was.
Tijdens de Dertigjarige Oorlog kreeg Lodewijk van koning Gustaaf II Adolf van Zweden het gouverneurschap van het aartsbisdom Maagdenburg en van het prinsbisdom Halberstadt. Dit veroorzaakte woede bij de Zweedse rijkskanselier Axel Oxenstierna, die deze ambten ook had gewild. Dit leidde ook tot spanningen in het Vruchtdragende Gezelschap, aangezien Oxenstierna daar lid van was.
In januari 1650 stierf Lodewijk op 70-jarige leeftijd. Hij werd bijgezet in de Sint-Jacobskerk van Köthen.

## Huwelijken en nakomelingen
Op 31 oktober 1606 huwde Lodewijk met Amoena Amalia (1586-1625), dochter van graaf Arnold III van Bentheim-Steinfurt-Tecklenburg-Limburg. Ze kregen twee kinderen:
- Lodewijk de Jongere (1607-1624), erfprins van Anhalt-Köthen
- Louise Amoena (1609-1625)

Na de dood van zijn eerste echtgenote huwde hij op 12 september 1626 met Sophia (1599-1654), dochter van graaf Simon VI van Lippe. Ze kregen twee kinderen:
- Amalia Louise (1634-1635)
- Willem Lodewijk (1638-1665), vorst van Anhalt-Köthen